# Kanon Wakeshima
 (janvier 2024).
Kanon Wakeshima (分島 花音, Wakeshima Kanon, 28 juin 1988) est une auteure-compositrice-interprète, violoncelliste et illustratrice japonaise. Elle commence sa carrière en mai 2008 chez DefSTAR avec la chanson Still Doll, produite alors par Mana et utilisée dans l'anime Vampire Knight. La sortie de son premier album Shinshoku Dolce en avant-première mondiale en France 11 février 2009, et son image lolita la font connaître sur la scène internationale.
Après diverses collaborations telles que les projets kanon×kanon ou Halloween Junky Orchestra, Kanon Wakeshima signe chez Warner Home Video en 2012 et se produit aujourd'hui régulièrement sur scène au Japon.

## Biographie

### Jeunesse
Dès l'âge de 3 ans, Kanon Wakeshima commence l'apprentissage du violoncelle. Par la suite, elle suit un enseignement professionnel approfondi de cet instrument. C’est en entrant au lycée qu’elle décide de former un duo de violoncelles, ainsi qu’un ensemble classique.
À l’âge de 15 ans, elle rejoint la formation d’un autre ensemble en tant que violoncelliste baroque, et participe à de nombreux récitals et concerts. À cette période, elle s’essaie à la composition et commence également à se produire en tant que chanteuse dans un groupe pop rock.

### Début et premier album:Shinshoku Dolce
Deux ans plus tard, elle passe une audition organisée par Sony Music Japan, et en ressort finaliste. S’ensuivra un premier contrat en tant que professionnelle sur le label Defstar Records Inc.
Son talent attire également l’attention de Mana (ex-Malice Mizer et actuel leader de Moi dix Mois). Ce dernier, également reconnu en tant que créateur de sa propre marque de vêtements, « Moi-même-Moitié », s’est imposé comme une figure emblématique de la scène Rock Gothique japonaise. Il est directement associé à la mode Gothic Lolita, qui fait à l’heure actuelle et depuis quelque temps déjà, l’objet d’une attention toute particulière en Europe et aux États-Unis. 
Il se joint à l’enregistrement du premier album de Kanon en tant que producteur. C’est la première fois dans sa carrière qu’il décide de produire l’album d’une artiste féminine.
Sur cet album, nommé "Shinshoku Dolce", Kanon chante en harmonie avec les sons du violoncelle et des arrangements électro.
Elle en fera la promotion à Paris durant un show case à la Fnac des Champs-Élysées le mercredi 11 février 2009.
Kanon est également revenue en France lors de la Japan Expo 2009 durant laquelle elle a fait deux concerts.
Son amour envers la France lui fera faire de nombreuses références au cours de sa carrière, où elle sortira ses CD souvent en avant-première. Kanon Wakeshima a également annoncé via son Myspace qu'elle entamera une tournée européenne durant l'année 2010. Aucune autre info cependant concernant cette tournée.
Ses 2 premiers singles, Still Doll et 砂のお城 (Suna no Oshiro) ont été respectivement choisis pour les génériques des séries d’animation Vampire Knight et Vampire Knight : Guilty. Les deux singles connaitront un grand succès en France principalement.

### Second album:Shôjo Jikake no Libretto~Lolitawork Libretto~
Kanon a également fait le thème officiel du jeu vidéo Avalon no Kagi dont le titre est 透明の鍵 (Toumei no Kagi). La chanson est sortie en téléchargement numérique au Japon le 16 septembre 2009. Kanon a aussi collaboré avec la mannequin Midori pour la chanson 音女のマーチ (Otome no March) sortie quant à elle le 16 janvier 2010. Cette collaboration permettra à Kanon de devenir mannequin pour la marque Baby, the Stars Shine Bright.
Ces deux dernières chansons sont issues de l'album Lolitawork Libretto, second album de Kanon Wakeshima. Il sera disponible en vente en avant-première mondiale du 1er au 4 juillet 2010 à la Japan Expo. Sa sortie officielle européenne est programmée pour le 7 juillet 2010, et le 28 juillet 2010 pour le Japon et les États-Unis.
Le mardi 22 juin, un extrait du futur  clip de Kanon Wakeshima, 少女仕掛けのリブレット ~storytelling by solita~ (Lolitawork Libretto ~Storytelling by solita~) a été dévoilé via le Facebook officiel de Kazé. Le clip sera disponible en avant-première à la Japan Expo inclus dans l'édition limitée de Lolitawork Libretto. Il sera également possible de le voir en 3D durant les quatre jours de l'exposition.
Kanon organisera par ailleurs une mini-tournée dans son pays natal : le Japon afin de promouvoir son album Lolitawork Libretto. Nagoya (17/07/2010), Osaka(19/07/2010) et Tokyo (22/07/2010) sont les trois villes où elle a interprété ses chansons en live. La promotion de l'album au Japon s'enchaînera rapidement avec deux nouveaux concerts dans des boutiques de Tokyo : Shinjuku Marui One, Jirulink (31/07/2010) et Harajuku Laforet Raikaejison (1/08/2010).
De nouvelles dates feront vite apparition à la suite du succès de ces concerts. Ainsi, Kanon retournera à Harajuku Laforet le 3 octobre 2010 ainsi qu'à Nagoya et à Osaka les 10 et 11 octobre qui suivront. Une apparition aux Best Hits SMA Cool Japan est même organisée pour le 17 octobre. Ceci va conclure la promotion de Lolitawork Libretto au Japon.

### kanon×kanon
En septembre 2010 est annoncée la formation du groupe kanon×kanon, une collaboration entre Kanon Wakeshima (kanon♀) et le bassite Kanon (kanon♂) du groupe An Cafe. D'après kanon♂, le nom du groupe a été choisi totalement par hasard : avant que le groupe ne débute, l'un des fichiers destiné à être envoyé au staff a temporairement été baptisé kanon×kanon, nom des deux membres accolés. Le nom a par la suite été conservé, car « cela sonnait bien ». Tandis que Kanon Wakeshima écrit les paroles et chante, Kanon de An Cafe s'occupe de la composition. Chacun joue de son instrument respectif.
Le premier single du groupe, Calendula Requiem, sort le 17 novembre 2010 au Japon en trois versions (simple, limitée et anime). Il est disponible aux États-Unis le 23 novembre 2010 en téléchargement numérique, et en format physique en Europe en novembre 2011 à l'occasion de leur tournée européenne. Leur second single, Koi no Dôtei sort l'année suivante en deux versions (simple et limitée). Initialement prévu pour mars 2011, il est repoussé au mois de mai en raison de la catastrophe du 11 mars 2011 au Japon. Seule la chanson Calendula Requiem est accompagnée d'un clip.
En novembre 2011, kanon×kanon entame une tournée dans neuf villes européennes, intitulée kanon×kanon×kanon Euro Tour 2011. C'est la première fois depuis 2009 que Kanon Wakeshima revient se produire en France. Le concert se décompose en trois parties : Kanon Wakeshima interprète d'abord des chansons issues de ses deux premiers albums ''Shinshoku Dolce'' et ''Lolitawork Libretto'', puis Kanon du groupe An Cafe remixe en live des opening d'animes célèbres. La troisième partie est consacrée au groupe kanon×kanon qui interprètent leurs deux singles ainsi qu'une reprise de la chanson Moonlight Densetsu en live.

### Débuts chez Warner Home Video
La promotion de Lolitawork Libretto reprend donc, un an après. Et comme à son habitude, Kanon vise une carrière internationale et c'est à cette occasion qu'elle se produira à plusieurs conventions à travers le monde. Le 1er juillet 2011 son concert se déroulera à l'AM2 aux USA, le 22 juillet à la convention Hyper Japan à Londres et le 31 août à Hong Kong pour l'ACGHK.
Fin 2011, Kanon Wakeshima se lance dans une mini-tournée au Japon où elle jouera de toutes nouvelles chansons durant plusieurs showcases à thème nommés respectivement : "Breakfast with blue note" (le 19 septembre 2011) ; "Lunch with strings" (le 29 octobre 2011) et "Dinner with electrons" (le 26 novembre 2011). Son style musical prend un virage à 180° et se range désormais dans le jazz. On ne sait actuellement pas si les nouvelles chansons interprétées lors de ce show seront utilisées pour un troisième album.
Kanon fait son retour aux États-Unis pour la Sakura-Con à Seattle, et ce, pour les trois jours durant lesquels se tiendront la convention à savoir le 6, le 7 et le 8 avril 2012. Elle y chantera pour la première fois sur un territoire non-japonais des chansons issues de son troisième album (nom non-déterminé). Le vendredi 6 se tiendront des questions/réponses avec le public; le samedi 7 se tiendra le showcase et une session autographes, laquelle recommencera le lendemain à savoir le dimanche 8 avril.

## Discographie

### Albums
| # | Titre                    | Titre original                                | Date            | Label           | Classement Oricon |
| - | ------------------------ | --------------------------------------------- | --------------- | --------------- | ----------------- |
| 1 | Shinshoku Dolce          | 侵食ドルチェ                                  | 18 février 2009 | DefSTAR Records | 47                |
| 2 | Shôjo Jikake no Libretto | 少女仕掛けのリブレット～Lolitawork Libretto～ | 28 juillet 2010 | DefSTAR Records | 83                |

### Singles
| # | Titre                             | Titre original                          | Date             | Album           | Label             | Classement Oricon |
| - | --------------------------------- | --------------------------------------- | ---------------- | --------------- | ----------------- | ----------------- |
| 1 | Still Doll                        | still doll                              | 28 mai 2008      | Shinshoku Dolce | DefSTAR Records   | 33                |
| 2 | Suna no Oshiro                    | 砂のお城                                | 12 novembre 2008 | Shinshoku Dolce | DefSTAR Records   | 39                |
| 3 | Foul Play ni Kurari/Sakura Meikyû | ファールプレーにくらり/サクラメイキュウ | 7 décembre 2012  | Tsukinami       | Warner Home Video | 35                |
| 4 | signal                            | signal                                  | 19 février 2014  | Tsukinami       | Warner Home Video | 54                |
| 5 | killy killy JOKER                 | killy killy JOKER                       | 30 avril 2014    | Tsukinami       | Warner Home Video | 34                |
| 6 | world's end, girl's rondo         | world's end, girl's rondo               | 15 octobre 2014  | Tsukinami       | Warner Home Video | 17                |
| 7 | RIGHT LIGHT RISE                  | RIGHT LIGHT RISE                        | 29 avril 2015    |                 | Warner Home Video |                   |

#### En tant que kanon×kanon
| # | Titre             | Titre original          | Date             | Album | Label           | Classement Oricon |
| - | ----------------- | ----------------------- | ---------------- | ----- | --------------- | ----------------- |
| 1 | Calendula Requiem | カレンデュラ レクイエム | 17 novembre 2010 | /     | DefSTAR Records | 50                |
| 2 | Koi no Dôtei      | 恋の道程                | 15 juin 2011     | /     | DefSTAR Records | 49                |

## Distinctions
| Année | Organisme               | Catégorie                  | Travail proposé                               | Résultat   |
| ----- | ----------------------- | -------------------------- | --------------------------------------------- | ---------- |
| 2008  | Shôjo Beat Music Awards | Best newcomer              | Kanon Wakeshima                               | Nomination |
| 2010  | Japan Expo Awards       | Meilleur groupe ou artiste | Kanon Wakeshima                               | Nomination |
| 2010  | Japan Expo Awards       | Meilleur album             | Shinshoku Dolce                               | Nomination |
| 2011  | Japan Expo Awards       | Meilleur groupe ou artiste | Kanon Wakeshima                               | Nomination |
| 2011  | Japan Expo Awards       | Meilleur album             | Shôjo Jikake no Libretto~Lolitawork Libretto~ | Nomination |